# 吉田秀太郎
吉田 秀太郎（よしだ ひでたろう、1931年1月19日 - ）は、日本のスペイン語学者、大阪外国語大学名誉教授。
香川県・仲多度郡仲南町出身。1953年大阪外国語大学イスパニア語科卒、1956年チリ大学卒。1957年大阪外国語大学講師、助教授、72年教授、95年定年退官、名誉教授。

## 著書
- 『スペイン語第一歩』芸林書房 1971
- 『速修スペイン語会話』金星堂 1976

### 共著・監修
- 『旅行者のためのスペイン語会話』中岡省治共著 創元社 1968
- 『スペイン語大辞典』山田善郎,中岡省治,東谷穎人共監修 白水社 2015

### 翻訳
- 「ヨーロッパ論」オルテガ著作集 第8 白水社 1970
- J.フランコ『ラテン・アメリカー文化と文学 苦悩する知識人』新世界社 ラテン・アメリカ研究 1974
- ギリェルモ・カブレラ＝インファンテ『平和のときも戦いのときも』国書刊行会 ラテンアメリカ文学叢書 1977
- オクタビオ・パス『孤独の迷路 素顔のメキシコ人』新世界社 ラテン・アメリカ文化叢書 1979
- アウグスト・ロア＝バストス『汝、人の子よ』集英社 ラテンアメリカの文学 1984
- ロア=バストス『裏切り者との出会い』「集英社ギャラリー「世界の文学」 19 (ラテンアメリカ)』1990
- アロンソ・デ・エルシーリャ『ラ・アラウカーナ』第1-3部　大阪外国語大学学術出版委員会 1992-94
- アリエル・ドルフマン『マヌエル・センデロの最後の歌』現代企画室 ラテンアメリカ文学選集 1993
- ミゲル・ピサロ『詩と演劇』中岡省治,堀内研二共訳 ミゲル・ピサロ作品集翻訳・出版会 2007

## 論文
- <吉田秀太郎